# Radio Veseljak
Radio Veseljak je slovenska radijska postaja, ki predvaja 100 % slovensko narodnozabavno in zabavno glasbo. Ustanovljena je bila leta 1996.

### Lastništvo
Je del medijske skupine Martina Odlazka in njegovih sodelavcev.

Za leto 2012 je radio prejel nagrado Viktor za najbolj priljubljeno radijsko postajo.  
Glavna in odgovorna urednica radia je Janja Ulaga. Direktor je Igor Škerlak, glasbena urednica pa Nina Cestnik Pavlič.

## Oddaje[3]
- Ducat veseljakovih (glasbena lestvica 12 skladb - zabavne, narodnozabavne, popularne): v soboto ob 19.00 (ponovitev v sredo ob 20.00)[4]
- Glasbeni arhiv: vsak delovnik ob 9.00, 12.00 in 15.00 po novicah[5]
- Jutranja budnica (jutranji programski blok): od ponedeljka do petka med 6.00 in 10.00[6]
- Kaj imamo mladi radi? (mladinska oddaja): v soboto od 0.00 do 2.00[7]
- Letni časi (kmetijsko-poljedelsko-vinogradniško-sadjarsko-vrtnarska oddaja): v soboto ob 18.15[8], ponovitev v ponedeljek ob 20.15
- Pa spet bom vzel harmoniko (narodnozabavna glasbena oddaja): od ponedeljka do četrtka od 5.00 - 6.00  ter 18.00 - 19.00, v soboto in nedeljo od 19:00 do 20:00[9]
- Petkova pumpa (zabavna glasbena oddaja): v petek od 20.00 do 0.00[10]
- Slovenija brez meja (oddaja, namenjena slovenskim izseljencem, zamejcem in zdomcem): v četrtek ob 20.00, ponovitev v soboto ob 1.00 in nedeljo ob 4.00[11]
- Veseli genialec (otroška in mladinska oddaja): v soboto od 8.00 do 10.00. Vsebuje rubrike Malčki razmišljajo (ob 8.20), ki predstavlja razmišljanja najmlajših o vsakdanjih temah, Spominčice - pogovor z znanimi osebnostmi o otroštvu in mladostništvu ter Mladi glasbeniki (ob 9.30), kjer se predstavljajo mladi, še neuveljavljeni izvajalci, ki imajo posneto vsaj eno avtorsko skladbo.[12]
- Židan popoldan (popoldanski programski blok): od ponedeljka do četrtka med 14.00 in 18.00, v petek od 15.30 do 20.00[13]
- Zakladi Slovenije (kulturno - umetniška oddaja, ki predstavlja posebnosti, zanimivosti, značilnosti Slovenije in njenih prebivalcev): v nedeljo ob 12.15, ponovitev v torek ob 20.00[14]
- Zdravi kot dren (svetovalno - izobraževalna oddaja o zdravju): v soboto ob 10.35[15]
- Spominčice: zabavna in kontaktna oddaja z znanimi slovenskimi glasbeniki; na sporedu v soboto ob 18.15, ponovitev v sredo ob 18.15[16]
- Poštar Lojz: oddaja, ki vsebuje šalo dneva; na sporedu vsak delovnik ob 7.40, ponovitev vsak dan ob 11.10 in 15.40[17]
- Veseljačenje z Mamo Manko
- Veseljakov VIP petek: v petek med 10. in 11. uro[18]
- Veseljakov dober dan (dopoldanski programski blok): na sporedu od ponedeljka do četrtka med 10. in 14. uro ter v petek med 11. in 15.30 uro[19]

## Voditelji in ekipa[20]
- Ajda Mlakar
- Darja Gajšek
- Eva Šolinc
- Gašper Rifelj
- Janja Ulaga
- Klavdija Winder Pantner
- Lovro Prešiček
- Mateja Mohar
- Matjaž Knez (nastopa v skečih kot poštar Lojz)
- Nejc Drobnič
- Nevenka Stepan (nastopa v skečih kot gospodinja Zinka)
- Nika Svetlin
- Nina Cestnik Pavlič
- Tomaž Rot
- Tony Carter (nastopa v skečih kot mehanik Marjan)
- Žiga Deršek
- Žiga Tominec

## Frekvence[21]
- 94,9 MHz: Ljubljana z okolico
- 95,5 MHz: Novo mesto z okolico, Celje z okolico
- 96,7 MHz: Sevnica
- 95,9 MHz: Brežice, Krško
- 88,7 MHz: Dobova, Bizeljsko
- DAB+ multipleks R1[22]